# 순천 겸천서원 일원
순천 겸천서원 일원은 대한민국 전라남도 순천시 주암면 죽림리에 있다. 2014년 1월 14일 순천시의 향토유적 제7호로 지정되었다.

## 개요
옥천조씨 3세의 충절을 기리기 위하여 1706년(숙종 32) 호남 사림이 발의하고, 1711년(숙종 37) 건립한 사당이다.